# Attala (Tolna)
Attala is een plaats (község) en gemeente in het Hongaarse comitaat Tolna. Attala telt 892 inwoners (2001).